# Răzvan Marin
Răzvan Gabriel Marin (Bucarest, 23 de mayo de 1996) es un futbolista rumano. Juega de centrocampista y su equipo es el AEK Atenas F. C. de la Superliga de Grecia.
Es hijo del exfutbolista Petre Marin.

## Selección nacional
Ha sido internacional con la selección de Rumanía tanto en categorías inferiores como con la absoluta, con la que ha jugado en 68 ocasiones anotando 12 goles.

### Participaciones en Eurocopas
| Copa          | Sede     | Resultado        | Partidos | Goles |
| ------------- | -------- | ---------------- | -------- | ----- |
| Eurocopa 2024 | Alemania | Octavos de final | 4        | 2     |

## Clubes
| Club                     | País         | Año       |
| ------------------------ | ------------ | --------- |
| F. C. Viitorul Constanța | Rumania      | 2013-2017 |
| Standard de Lieja        | Bélgica      | 2017-2019 |
| Ajax de Ámsterdam        | Países Bajos | 2019-2021 |
| Cagliari Calcio (cedido) | Italia       | 2020-2021 |
| Cagliari Calcio          | Italia       | 2021-2025 |
| Empoli F. C. (cedido)    | Italia       | 2022-2024 |
| AEK Atenas F. C.         | Grecia       | 2025-     |

## Palmarés

### Títulos nacionales
| Título                        | Club                     | País         | Año     |
| ----------------------------- | ------------------------ | ------------ | ------- |
| Liga I                        | F. C. Viitorul Constanța | Rumania      | 2016-17 |
| Copa de Bélgica               | Standard de Lieja        | Bélgica      | 2018    |
| Supercopa de los Países Bajos | Ajax de Ámsterdam        | Países Bajos | 2019    |